# Jens Möller (Psychologe)
Jens Möller (* 1957 in Rönne) ist ein deutscher Psychologe.
Nach dem Studium der Psychologie an der Universität Kiel wurde er dort 1991 mit der Arbeit Attributionen in Massenmedien. Zum Einfluss nationaler Gruppenzugehörigkeit, Gruppengrösse und Geschlecht auf spontane Ursachenzuschreibungen promoviert. Anschließend habilitierte er sich ebenfalls in Kiel und wurde 2003 Professor für Psychologie an der Universität Bielefeld in der Arbeitseinheit Lernen und Kognition. Im Mai 2003 kehrte er als Professor an das Institut für Psychologie an die Universität Kiel zurück. Er war ab 2005 zwei Jahre Sprecher der Fachgruppe Pädagogische Psychologie in der Deutschen Gesellschaft für Psychologie (DGP). Seit  April 2006 ist er Vorsitzender der DGP-Kommission Psychologie in den Lehramtsstudiengängen. Außerdem ist er im Editorial Board des Journal of Educational Psychology und war drei Jahre Geschäftsführender Herausgeber der Zeitschrift für Pädagogische Psychologie.

## Schriften
- Attributionen in Massenmedien. Zum Einfluss nationaler Gruppenzugehörigkeit, Gruppengrösse und Geschlecht auf spontane Ursachenzuschreibungen. Dissertation. Universität Kiel. Holos, Bonn 1993, ISBN 3-86097-331-2.
- Auslösende Bedingungen leistungsbezogener Attributionen. Paradigma – Forschungsstand – empirische Studien. Beltz, Weinheim 1997, ISBN 3-621-27390-5.
- mit Olaf Köller: Diagnostizieren und evaluieren in der Schule. Praxis empirischer Bildungsforschung. Oldenbourg, München 2007, ISBN 978-3-637-91307-3.